# Ачано-Фосачо (Перуђа)
Ачано-Фосачо (итал. Acciano-Fossaccio) је насеље у Италији у округу Перуђа, региону Умбрија.
Према процени из 2011. у насељу је живело 62 становника. Насеље се налази на надморској висини од 576 м.